# Maurice King
Maurice E. King, född 1 december 1934 i Kansas City i Missouri, död 17 september 2007 i Kansas City i Missouri, var en amerikansk professionell basketspelare (PG) som tillbringade två säsonger (1959–1960 och 1962–1963) i den nordamerikanska basketligan National Basketball Association (NBA), där han spelade för Boston Celtics och Chicago Zephyrs.
Under sin NBA-karriär gjorde King 226 poäng (5,9 poäng per match), 144 assists samt 106 rebounds, räddningar från att bollen ska hamna i nätkorgen, på 38 grundspelsmatcher.
Han draftades av Boston Celtics i sjätte rundan i 1957 års draft som 48:e spelare totalt.
Innan King blev proffs studerade han vid University of Kansas och spelade för deras idrottsförening Kansas Jayhawks.
Han var farfar till Ish Wainright.